# Hagsjön (Urshults socken, Småland)
Hagsjön är en sjö i Tingsryds kommun i Småland och ingår i Mörrumsåns huvudavrinningsområde. Sjön har en area på 0,329 kvadratkilometer och ligger 142 meter över havet. Vid provfiske har bland annat abborre, gädda, mört och sarv fångats i sjön.

## Delavrinningsområde
Hagsjön ingår i det delavrinningsområde (626537-143286) som SMHI kallar för Utloppet av Havbältesfjorden. Medelhöjden är 143 meter över havet och ytan är 14,16 kvadratkilometer. Räknas de 186 avrinningsområdena uppströms in blir den ackumulerade arean 3 142,68 kvadratkilometer. Avrinningsområdets utflöde Mörrumsån (Åbyån) mynnar i havet. Avrinningsområdet består mestadels av skog (46 procent) och öppen mark (18 procent). Avrinningsområdet har 2,69 kvadratkilometer vattenytor vilket ger det en sjöprocent på 19 procent.

## Fisk
Vid provfiske har följande fisk fångats i sjön:
- Abborre
- Gädda
- Mört
- Sarv
- Sutare